# Песчанка (Мордовия)
Песчанка — упразднённая деревня в Зубово-Полянском районе Мордовии России. Входила в состав Мордовско-Полянского сельского поселения. Исключена из учётных данных в 2007 году.

## География
Располагалась на правобережье реки Лундан, в 1 км к юго-востоку от села Мордовская Поляна.

## История
Основан в начале 1920-х годов переселенцами из села Ачадово.

## Население
| 2002 | 2010 |
| ---- | ---- |
| 14   | ↘0   |

Национальный состав
Согласно результатам Всероссийской переписи населения 2002 года, в национальной структуре населения мордва-мокша составляли 100 %.